# Astacoides granulimanus
Astacoides granulimanus е вид десетоного от семейство Parastacidae. Видът не е застрашен от изчезване.

## Разпространение и местообитание
Разпространен е в Мадагаскар.
Обитава сладководни басейни, реки, потоци и канали.

## Описание
Популацията на вида е намаляваща.